# الانتخابات الرئاسية اللبنانية 1936
أجريت الانتخابات الرئاسية الأولى في تاريخ لبنان في 20 يناير 1936، وفاز فيها إميل إده من الكتلة الوطنية على بشارة الخوري من الكتلة الدستورية، وكان ثالث من يتولّى المنصب بعد شارل دباس وحبيب باشا السعد.
ينصّ الدستور على انتخاب أعضاء مجلس النواب للرئيس، ويتطلّب أغلبية الثلثين في الجولة الأولى وتكفي أغلبية مطلقة في الجولات اللاحقة.
حضر الجلسة كل النّواب الذي بلغ عددهم 25. حصل إده في الجولة الأولى على 14 صوتًا مقابل 11 للخوري، إلا أنّه فاز في الجولة الثانية بعد تلقّيه 15 صوتًا.